# Oreste Conte
Oreste Conte (Udine, 19 de juliol de 1919 – Bèrgam, 7 d'octubre de 1956) va ser un ciclista italià que fou professional entre 1941 i 1954. Bon velocista, els seus principals èxits els aconseguí al Giro d'Itàlia, on guanyà 13 etapes i vestí el mallot rosa durant una etapa en l'edició de 1950.

## Palmarès
- 1939
  - 1r a la Coppa San Geo
- 1941
  - 1r a la Coppa San Geo
- 1944
  - 1r a la Coppa Bernocchi
- 1946
  - Vencedor de 3 etapes al Giro d'Itàlia
- 1947
  - 1r a la Milà-Mòdena
  - Vencedor de 2 etapes al Giro d'Itàlia
- 1948
  - Vencedor de 2 etapes al Giro d'Itàlia
- 1949
  - Vencedor de 2 etapes al Giro d'Itàlia
- 1950
  - Vencedor de 2 etapes al Giro d'Itàlia
- 1952
  - Vencedor d'una etapa al Giro d'Itàlia
  - Vencedor d'una etapa a la Volta a Alemanya
- 1953
  - Vencedor d'una etapa al Giro d'Itàlia

### Resultats al Giro d'Itàlia
- 1946. 25è de la classificació general. Vencedor de 3 etapes
- 1947. Abandona. Vencedor de 2 etapes
- 1948. Abandona. Vencedor de 2 etapes
- 1949. 61è de la classificació general. Vencedor de 2 etapes
- 1950. 64è de la classificació general. Vencedor de 2 etapes.  Porta la maglia rosa durant 1 etapa
- 1951. 43è de la classificació general
- 1952. 61è de la classificació general. Vencedor d'una etapa
- 1953. 31è de la classificació general. Vencedor d'una etapa
- 1954. Abandona

### Resultats al Tour de França
- 1948. Abandona (2a etapa)